# Sarah C. Frothingham

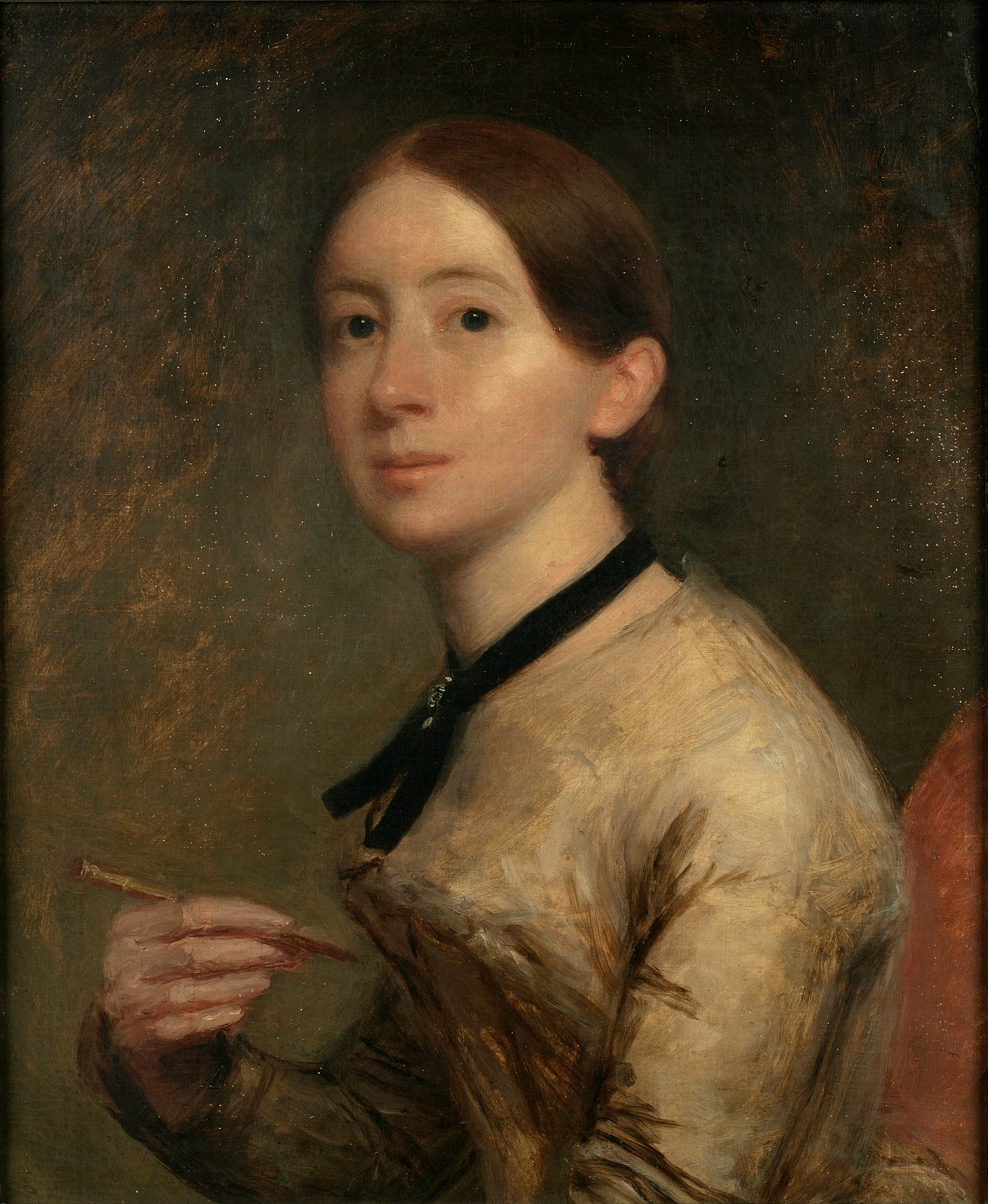
Sarah Frothingham, Porträt von ihrem Vater James Frothingham

Sarah Carter Frothingham (* 1821 in Boston; † 20. Juli 1861 in New York) war eine US-amerikanische Miniaturmalerin. Sie schuf zahlreiche Porträts.
Sarah Frothingham war die Tochter des Malers James Frothingham (1786–1864). Ihre Werke entstanden überwiegend zwischen 1837 und 1845 in New York. Sie stellte im Boston Athenæum und der National Academy of Design aus, 1841 wurde sie assoziiertes Mitglied der National Academy of Design.